# Zarramaco

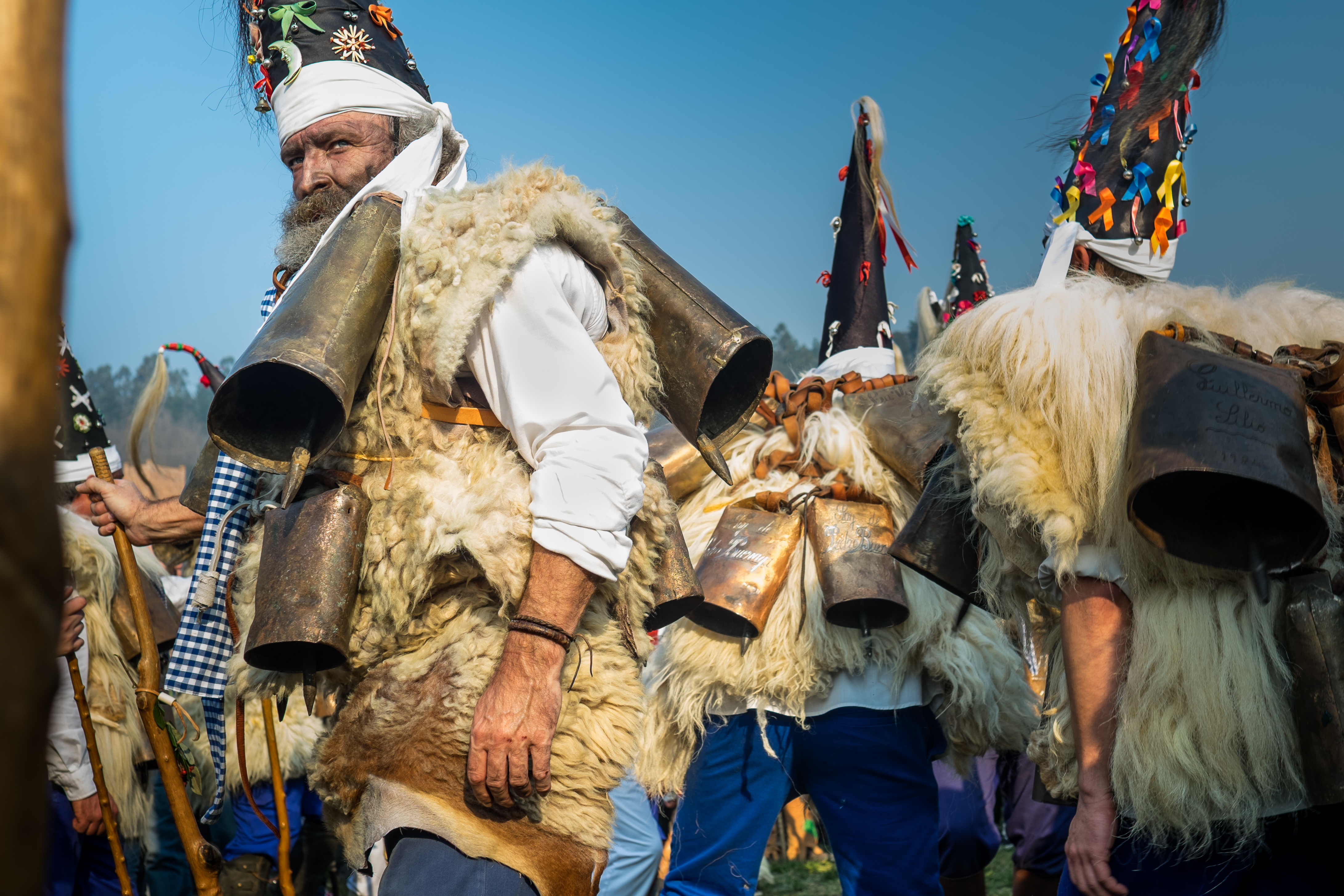
Los zarramacos en la mascarada de invierno de La Vijanera.

El zarramaco, también conocido antaño en ocasiones puntuales como campanero o zamarrón, es uno de los personajes de La Vijanera, celebración realizada en Silió, Cantabria, España. De gran fortaleza física, lleva la cara tiznada de negro y en su cuerpo van adheridos de seis a diez campanos o zumbas (pudiendo alcanzar en muchos casos más de cuarenta y cinco kilos, dependiendo del aguante del zarramaco) que forman parte del ritual que se celebra a comienzos del mes de enero. Actualmente solo siguen apareciendo en la única Vijanera recuperada, que es la de Silió.
Así vestidos, los zarramacos saltan y se agitan como «posesos en trance», sacudiendo los campanos que producen un ruido ensordecedor, con el fin de ahuyentar a los malos espíritus. Producen un caos en cierto modo ordenado ya que cada campano posee un sonido característico completando una amplia variedad de tonos. 
Forman parte del cortejo que captura al Oso. Posteriormente se inicia un recorrido hasta la «raya» o límite con la junta vecinal más próxima, donde antiguamente les esperaban los mozos vecinos a los que les preguntaban si querían paz o guerra. Si había paz juntaban lo recaudado y se dirigían a gastarlo en las tabernas y si había guerra aprovechaban para solucionar las rencillas aún latentes por lo que se iniciaba una pelea que en algunas ocasiones causaba heridas importantes a los mozos. Tras el rito de la raya asisten al acto de las coplas y parto de la Preñá, siendo los encargados finalmente de dar muerte al Oso. A partir de ese momento recorren las calles del pueblo hasta entrada la noche. Antiguamente el último zarramaco conseguía el reconocimiento del pueblo siendo una demostración de fuerza que perduraba con los años.